# Handbook of the New Zealand Flora
Handbook of the New Zealand Flora, (abreviado Handb. N. Zeal. Fl.), é um livro escrito pelo botânico e explorador inglês Joseph Dalton Hooker com descrições botânicas sistemáticas da flora da Nova Zelândia. A primeira parte, publicada em 1864, trata de plantas com flor, e a segunda parte, publicada em 1867, trata de hepáticas, líquens, musgos, algas e fungos.